# Njargajavri (sjö i Utsjoki, Lappland, Finland)
Njargajavri eller Njargajävri är en sjö i Finland. Den ligger i kommunen Utsjoki i landskapet Lappland, i den norra delen av landet, 1 100 km norr om huvudstaden Helsingfors. Njargajävri ligger 253 meter över havet. Arean är 46,9 hektar och strandlinjen är 4,58 kilometer lång. Sjön  ingår i Tana älvs huvudavrinningsområde.   Omgivningarna runt Njargajavri är i huvudsak ett öppet busklandskap.